# Montenegros damlandslag i handboll
Montenegros damlandslag i handboll representerar Montenegro på damsidan i handboll.
Laget bildades 2006 och spelade sin första landskamp i november 2006 mot Bulgariens landslag. Lagets första stora internationella tävling var EM 2010. Det gick förhållandevis bra då de kom på sjätte plats efter att ha förlorat matchen om 5:e plats mot Frankrike. Förbundskapten sedan 2010 är Dragan Adžić.
I augusti 2012 spelade Montenegro olympisk final mot Norge i London och vann silver efter förlust med 23-26. Vid handbolls-EM i december samma år fick laget revansch och finalslog norskorna med 34-31 efter förlängning i Belgrad.

## Silvermedaljörerna vid Os 2012 i London
Marina Vukčević, Radmila Miljanić, Jovanka Radičević, Ana Đokić, Marija Jovanović, Ana Radović, Anđela Bulatović, Sonja Barjaktarović, Maja Savić, Bojana Popović, Suzana Lazović, Katarina Bulatović, Majda Mehmedović, Milena Knežević

## Montenegro trupp vid EM 2012 som blev Europamästare
Förbundskapen: Dragan Adžić
| Nummer | Position | Namn                | Födelsedag (ålder)           | Längd  | Landskamper till EM 2012 | Landslagsmål | Klubb              |
| ------ | -------- | ------------------- | ---------------------------- | ------ | ------------------------ | ------------ | ------------------ |
| 1      | MV       | Marina Vukčević     | 24 augusti 1993 (ålder 19)   | 1.78 m | 44                       | 0            | ŽRK Budućnost      |
| 2      | H6       | Radmila Miljanić    | 19 april 1988 (ålder 24)     | 1.74 m | 93                       | 108          | ŽRK Budućnost      |
| 3      | V6       | Biljana Novović     | 12 maj 1988 (ålder 24)       | 1.70 m | 9                        | 17           | ŽRK Budućnost      |
| 4      | H6       | Jovanka Radičević   | 23 oktober 1986 (ålder 26)   | 1.69 m | 94                       | 510          | Győri ETO KC       |
| 5      | M6       | Ana Đokić           | 9 februari 1979 (ålder 33)   | 1.69 m | 23                       | 52           | Rostov-Don         |
| 6      | V9       | Jelena Despotović   | 30 april 1994 (ålder 18)     | 1.83 m | 3                        | 1            | ŽRK Budućnost      |
| 8      | V9       | Marija Jovanović    | 26 December 1985 (ålder 26)  | 1.82 m | 86                       | 398          | SCM Râmnicu Vâlcea |
| 10     | M9       | Anđela Bulatović    | 15 januari 1987 (ålder 25)   | 1.75 m | 85                       | 141          | ŽRK Budućnost      |
| 12     | MV       | Sonja Barjaktarović | 11 september 1986 (ålder 26) | 1.80 m | 86                       | 0            | Rostov-Don         |
| 15     | H9       | Andrea Klikovac     | 5 maj 1991 (ålder 21)        | 1.74 m | 3                        | 5            | Vardar             |
| 19     | M6       | Sara Vukčević       | 25 mars 1992 (ålder 20)      | 1.83 m | 10                       | 4            | Érdi VSE           |
| 20     | H9       | Jasna Boljević      | 16 March 1989 (ålder 23)     | 1.89 m | 14                       | 16           | Issy-Paris Hand    |
| 25     | V9       | Sandra Nikčević     | 16 november 1984 (ålder 28)  | 1.87 m | 22                       | 18           | Alcoa FKC          |
| 26     | M6       | Suzana Lazović      | 28 januari 1992 (ålder 20)   | 1.76 m | 57                       | 72           | ŽRK Budućnost      |
| 32     | H9       | Katarina Bulatović  | 15 november 1984 (ålder 28)  | 1.86 m | 24                       | 139          | SCM Râmnicu Vâlcea |
| 77     | V6       | Majda Mehmedović    | 25 maj 1990 (ålder 22)       | 1.69 m | 56                       | 98           | ŽRK Budućnost      |
| 90     | M9       | Milena Knežević     | 12 mars 1990 (ålder 22)      | 1.78 m | 77                       | 178          | ŽRK Budućnost      |

## Meriter
| - 2007 i Frankrike: Ej kvalificerade - 2009 i Kina: Ej kvalificerade - 2011 i Brasilien: 11:a - 2013 i Serbien: 11:a - 2015 i Danmark: 8:a - 2017 i Tyskland: 6:a - 2019 i Japan: 5:a - 2021 i Spanien: 22:a - 2023 i Danmark, Norge & Sverige: 7:a | - 2006 i Sverige: Ej kvalificerade - 2008 i Makedonien: Ej kvalificerade - 2010 i Danmark och Norge: 6:a - 2012 i Serbien: Guld - 2014 i Kroatien och Ungern: 4:a - 2016 i Sverige: 13:e - 2018 i Frankrike: 9:a - 2020 i Danmark: 8:a - 2022 i Montenegro, Nordmakedonien & Slovenien: Brons | - 2008 i Peking: Ej kvalificerade - 2012 i London: Silver - 2016 i Rio de Janeiro: 11:a - 2020 i Tokyo: 6:a |

## Spelare i urval
- Katarina Bulatović
- Radmila Miljanić
- Bojana Popović (tidigare Petrović)
- Jovanka Radičević
- Milena Raičević (tidigare Knežević)
- Maja Savić